# René Vollath
René Vollath (* 20. März 1990 in Amberg) ist ein deutscher Fußballtorhüter.

## Karriere
Wie sein Vater Richard Vollath, der Anfang der 1980er Jahre einige Spiele für den 1. FC Nürnberg und den FC Augsburg im Profifußball bestritten hatte, begann auch René Vollath seine Fußballkarriere beim FC Linde Schwandorf als Stürmer. Schließlich setzte sich aber seine Begeisterung für die Position des Torhüters durch. Noch als Stürmer in seiner Altersklasse stand er bei den höheren Jahrgängen zwischen den Pfosten. Dann wurde er für die verschiedenen regionalen Förderteams des DFB entdeckt und schließlich in die nationale Fördergruppe U-15 aufgenommen. 1998 wechselte er zum 1. FC Schwarzenfeld, bei dem er seine torwartspezifische Ausbildung erhielt und als C-Jugendlicher auch in der A-Jugend eingesetzt wurde.
Im Alter von 15 Jahren wollte der Oberpfälzer seiner Karriere eine professionelle Grundlage geben und wechselte 2005 an das Sportinternat des 1. FC Nürnberg. Neben der schulischen Förderung in der Sportleistungsklasse am Bertolt-Brecht-Gymnasium erhielt er auch eine erfolgreiche sportliche Förderung und er bestritt bereits kurz nach seinem Wechsel sein erstes Juniorenländerspiel mit der U-16 des DFB. 2007 reiste er mit der U-17-Auswahl nach Südkorea zur Juniorenweltmeisterschaft. Ab dem dritten Turnierspiel stand er fünfmal im Tor und erreichte mit dem Team mit Platz drei die beste Platzierung dieser Altersklasse des DFB seit langem. Auch in den weiteren Jahrgängen der Juniorennationalteams bis zur U-20 kam er zum Einsatz, jedoch nur noch vereinzelt.
Noch während der A-Jugendzeit entschloss Vollath sich zu einem erneuten Wechsel. Er ging in den ambitionierten Nachwuchsbereich der TSG 1899 Hoffenheim, bei der er noch ein Jahr in der Jugend und anschließend ein Jahr in der Oberligamannschaft spielte. Dort kam er allerdings nur auf fünf Einsätze.
Im Jahre 2010 wechselte Vollath in den Profifußball zum Wacker Burghausen in die 3. Liga, bei der er einen Zweijahresvertrag unterschrieb. Vor der Saison war dort die Position des Stammtorwarts noch offen, und ab seiner Einwechslung am ersten Spieltag 36 er Saisonspiele. Allerdings zeigte er sich vielfach auch übermotiviert, er kassierte im Saisonverlauf acht gelbe Karten und wurde im Finale des bayerischen Toto-Pokals wegen verbaler Äußerungen gegenüber dem Schiedsrichter vom Platz gestellt.
In der folgenden Saison blieb er die Nummer eins bei den Oberbayern.
Zur Saison 2013/14 wechselte Vollath zum Zweitliga-Aufsteiger Karlsruher SC, bei dem er als Ersatztorhüter hinter Dirk Orlishausen vorgesehen war. Am 32. Spieltag der Saison absolvierte er sein Debüt in der 2. Bundesliga im Spiel gegen Dynamo Dresden (Endstand 2:2), wobei er sich in der 70. Minute verletzte, aber aufgrund des ausgeschöpften Auswechselkontingents im Spiel bleiben musste. In der Folgezeit wetteiferte er mit Orlishausen um die Position als Stammkeeper. Zur Saison 2016/17 schien Vollath diesen Wettstreit für sich entschieden zu haben und absolvierte in der Hinrunde die meisten Spiele als „Nr. 1“, einige davon als Kapitän der Mannschaft. Zur Rückrunde verlor er seinen Stammplatz nach Trainerwechseln und einigen nicht überzeugenden Partien jedoch wieder an Orlishausen. Nach dem Abstieg der Karlsruher in die 3. Liga am Saisonende wechselte Vollath 2017 zum KFC Uerdingen 05.
Im Sommer 2020 wechselte er ligaintern zum Aufsteiger Türkgücü München. Nachdem Türkgücü während der laufenden Saison 2021/22 den Spielbetrieb eingestellt hatte, wechselte Vollath zur Saison 2022/23 zur SpVgg Unterhaching, hier wird er auch Torwart- und Individualcoach im Nachwuchsleistungszentrum der Hachinger.
Im Juli 2024 wechselte er zum TSV 1860 München als Stammtorwart, wo er auch in der Torhüterausbildung mitwirken soll.

## Erfolge
- Platz 3 bei der Juniorenweltmeisterschaft 2007 mit der U-17-Auswahl des DFB
- Aufstieg in die 3. Liga 2018 mit dem KFC Uerdingen
- Aufstieg in die 3. Liga 2023 mit der SpVgg Unterhaching

## Besonderes
Seit der Saison 2014/15 fungiert Vollath gelegentlich als Amateur-Schiedsrichter.